# Massachusetts Turnpike

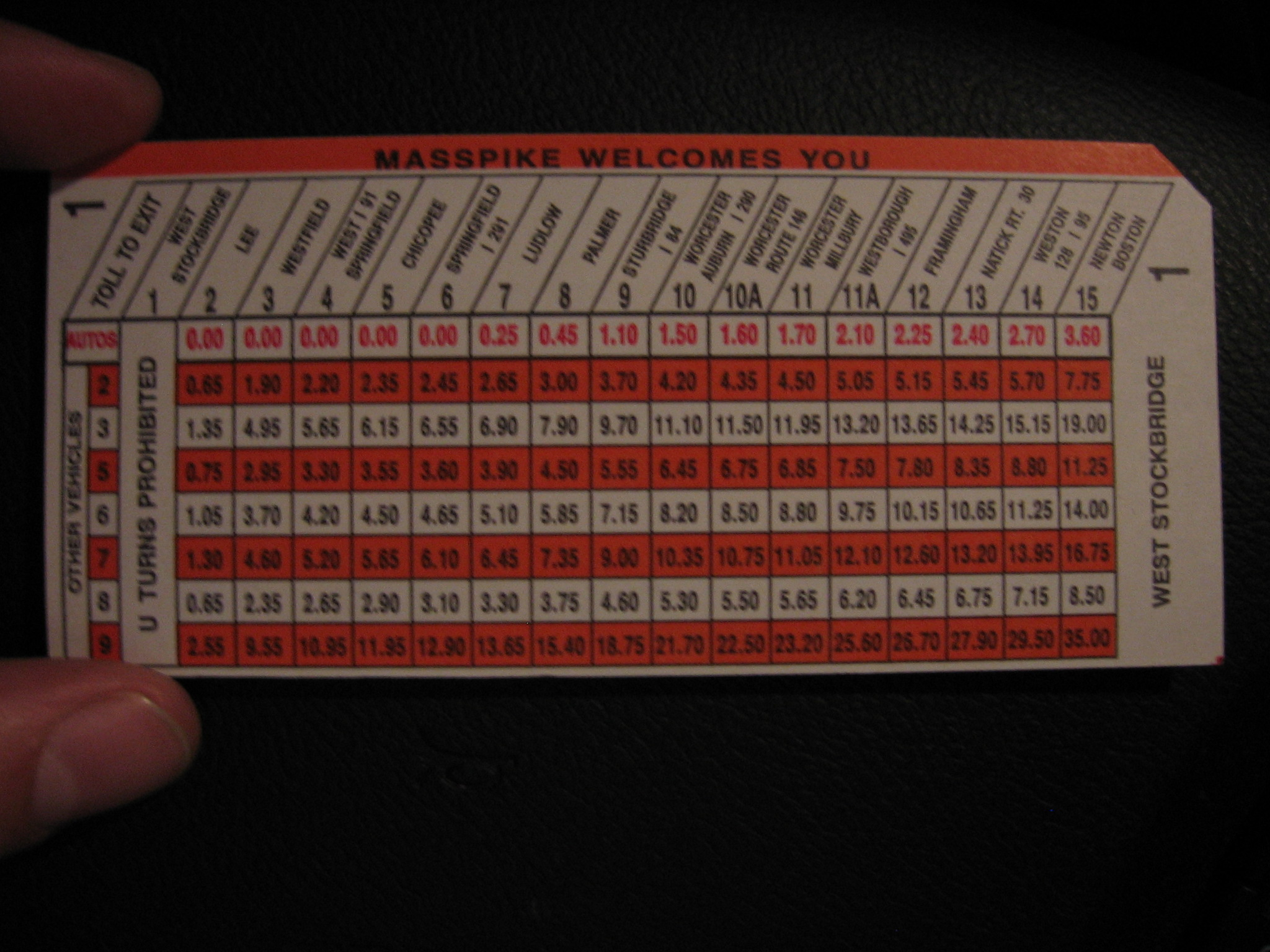
Ein Maut-Ticket des MassPike

Als Massachusetts Turnpike (üblicherweise abgekürzt als MassPike oder The Pike) wird das östlichste, 138,1 mi (222,3 km) lange Teilstück der Interstate 90 im Bundesstaat Massachusetts der Vereinigten Staaten bezeichnet. Der Turnpike ist teilweise mautpflichtig und beginnt an der westlichen Grenze von Massachusetts in West Stockbridge, wo er die I-90 über den Berkshire Connector mit dem New York State Thruway verbindet. Von dort verläuft die Strecke in östlicher Richtung und durch die Städte Springfield, Worcester sowie Boston, um schließlich am Logan International Airport in East Boston zu enden, wo der Turnpike auf die Massachusetts Route 1A trifft.
Der höchste Punkt des Turnpike befindet sich in Becket in den Berkshire Mountains, wo die Straße eine Höhe von 1.724 ft (525,5 m) über dem Meeresspiegel erreicht. Dies ist zugleich der höchste Punkt der I-90 östlich von Oacoma in South Dakota.

## Geschichte

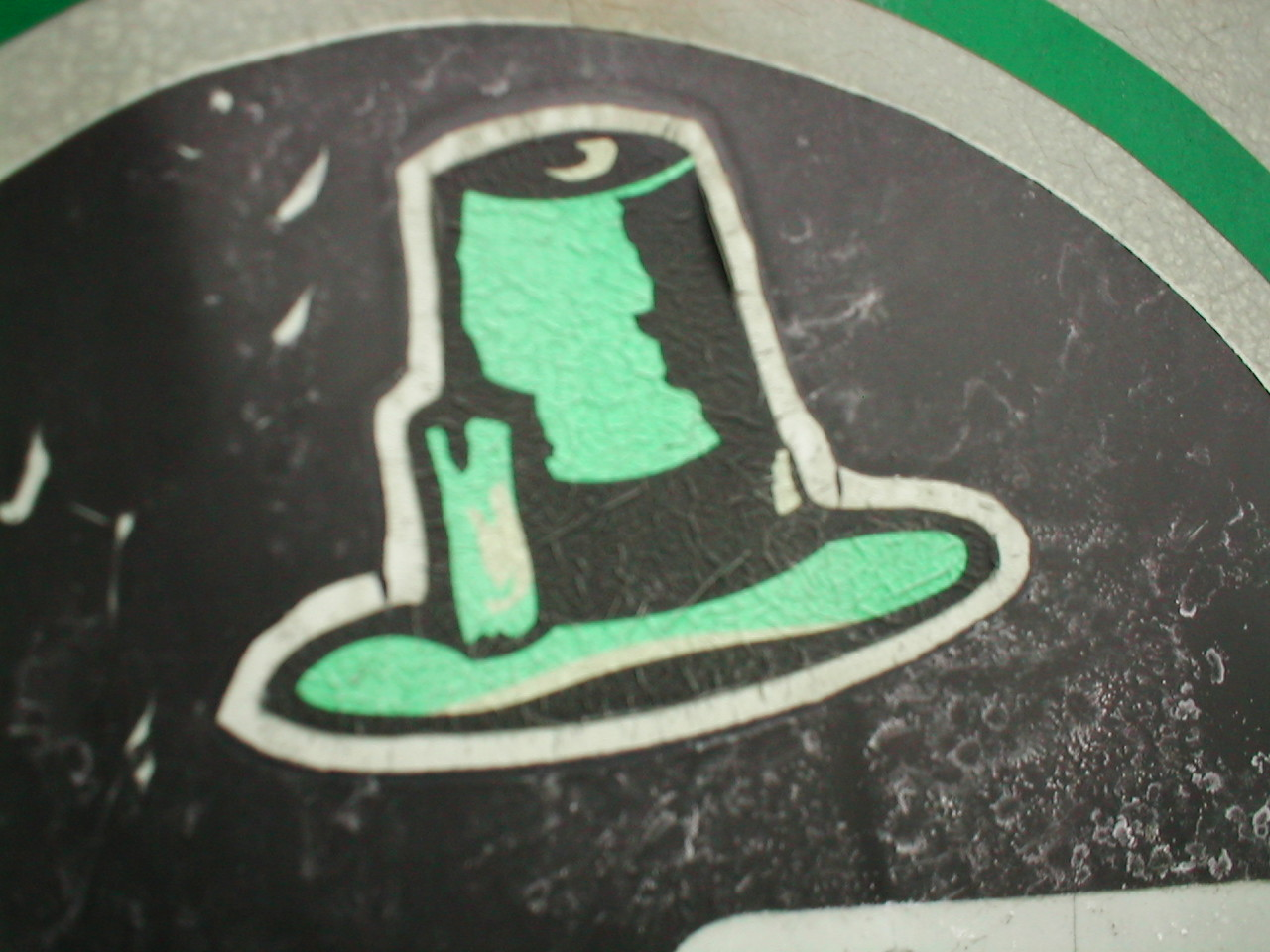
Das Markenzeichen des MassPike – ein grüner Pilgerhut auf schwarzem Grund, hier auf einem Schild am Sumner-Tunnel. Die ursprüngliche Version zeigte den Hut mit einem in ihm steckenden Indianerpfeil, was jedoch 1989 in die neue Fassung ohne den Pfeil geändert wurde. Der Hauptgrund hierfür bestand weniger in politischen Motiven als vielmehr in der Tatsache, dass Autofahrer den Indianer- mit einem Richtungspfeil verwechselten und von ihrer geplanten Route abkamen.

Die ersten Pläne für den Turnpike stammen spätestens aus dem Jahr 1948, als der Western Expressway geplant wurde. Die vorgesehene Strecke beinhaltete eine Verbindung vom Bostoner Inner Belt nach Newton mit Anschlüssen an den U.S. Highway 20 und die Massachusetts Route 30 in Richtung Westen. Spätere Ausbaustufen sahen eine Weiterführung nach Worcester und darüber hinaus vor. Von Beginn an wurde die Streckenführung mit den bundesweiten Plänen für das System der Interstate Highways abgestimmt und westlich bis zur Grenze nach New York sowie darüber hinaus bis nach Albany fortgesetzt.
Bestandteil der Planungen war ebenfalls der Springfield Bypass, der eine Umgehung des U.S. Highway 20 um Springfield bieten sollte. Ein Teil der vorgesehenen Strecke nutzte dabei die Route der nie in Betrieb genommenen Hampden Railroad. Analog stellte der West Stockbridge Bypass eine neue Streckenführung der Massachusetts Route 102 dar, indem er westlich von der Massachusetts Route 183 in Stockbridge abzweigend zur Route 102 östlich der Staatsgrenze in West Stockbridge führen sollte. Mit dem Bau dieser zweiten Umgehungsstraße wurde noch vor dem Bau am Turnpike begonnen.
Im Jahr 1952 wurde die Massachusetts Turnpike Authority durch ein entsprechendes Gesetz des Massachusetts General Courts auf Empfehlung des damaligen Gouverneurs Paul A. Dever und seines Kommissars für öffentliche Arbeiten, William F. Callahan, geschaffen. Das Gesetz basierte auf einem ähnlichen Akt zur Schaffung der Mystic River Bridge Authority im Jahr 1946, jedoch wurden mehrere Änderungen eingearbeitet, die sich 50 Jahre später von großer Wichtigkeit erweisen sollten. Callahan übernahm bis zu seinem Tod im April 1964 die Führung der Behörde.
Die Bauarbeiten begannen 1955, und die vierspurige Strecke von der Route 102 an der Staatsgrenze bis zur Massachusetts Route 128 in Weston wurde am 15. Mai 1957 eröffnet. Am 26. Mai 1959 folgte die Eröffnung des Berkshire Thruway, der das bis dahin westliche Ende des Turnpike mit dem New York State Thruway südlich von Albany in New York verbindet. Vor dessen Einweihung floss der Verkehr im Wesentlichen über die New York State Route 22 und den U.S. Highway 20. An der Grenze zwischen beiden Bundesstaaten ist gut zu sehen, wo der Turnpike früher abrupt nach rechts abbog und an der Route 102 endete, da die alte Fahrbahn, die Fahrzeugen der Turnpike Authority und State Police Zugang zu diesem Teilstück bot, immer noch existiert.
Nach politischen und rechtlichen Auseinandersetzungen um die Erweiterung nach Boston (Boston Extension) innerhalb der Route 128 begannen die diesbezüglichen Bauarbeiten am 5. März 1962. Die Strecke führte neben dem Gleisbett der Boston and Albany Railroad entlang, die auf zwei Gleise verkleinert wurde. Im September 1964 wurde das Teilstück zwischen der Route 128 Ost und der Ausfahrt Nummer 18 in Allston eröffnet. Der Rest konnte am 18. Februar 1965 eingeweiht werden und führte den Turnpike bis zur Central Artery fort.
Die Ausweisung als Interstate 90 wurde dem Turnpike im Jahr 1959 im Zuge der Vervollständigung der Pläne des Interstate Highway Systems zugeteilt. Frühere Pläne, die I-90 im Norden des Bundesstaats entlang der Massachusetts Route 2 zu führen, wurden als zu kostspielig verworfen. Mit der Einweihung der Boston Extension wurde auch dieses Teilstück zur I-90.
In den 1990er Jahren entschied der damalige Gouverneur Bill Weld, das Bostoner Projekt Big Dig auf die Massachusetts Turnpike Authority zu übertragen. Weld berief James Kerasiotes in die Behörde, um die Aufsicht über den Big Dig fortzuführen.
1991 begannen die Bauarbeiten an der Erweiterung des Massachusetts Turnpike, die als Teil des Big Dig durch den Ted-Williams-Tunnel bis zum Logan International Airport führt. Diese letzte Erweiterung wurde im Jahre 2003 in Betrieb genommen, so dass das östliche Ende der I-90 nun in die Massachusetts Route 1A mündet.
Der Turnpike wurde juristisch in einen westlichen (von der Grenze zu New York bis zur Route 128) und einen östlichen Teil gespalten, der das sog. Metropolitan Highway System umfasst. Dieses beinhaltet ein 15 mi (24,1 km) langes Teilstück von der Route 128 bis nach East Boston, die Tunnel Ted Williams, Sumner und Callahan unter dem Boston Harbor sowie einen Teil der I-93 von der Southampton Street durch den Thomas P. O’Neill Jr. Tunnel und über die Leonard P. Zakim Bunker Hill Memorial Bridge bis zur Tobin Bridge. Seither werden auch die Finanzen der beiden Teilstücke separat geregelt.

### Im Jahr 2009 eingeführte Änderungen

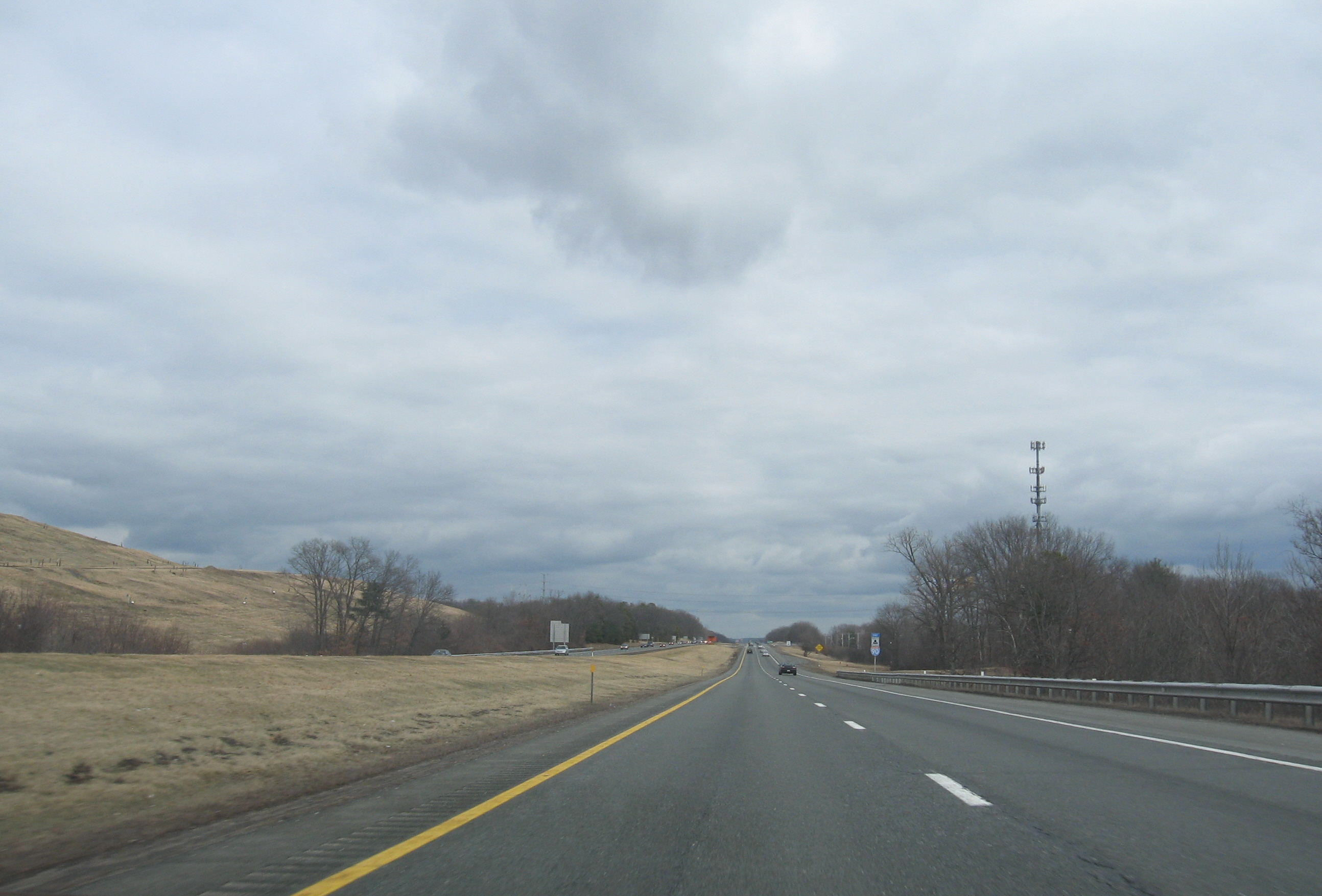
Der Massachusetts Turnpike in der Nähe der Ausfahrt nach Chicopee

Die Turnpike Authority beschloss am 22. Januar 2009, die Mautgebühr für die Nutzung der Schnellspur (Fast Lane) von einer einmaligen Gebühr für einen Transponder in Höhe von 25,95 US-Dollar auf ein monatliches Abonnement in Höhe von 0,50 $ umzustellen. Die Kosten hierfür wurden mit 6 Millionen US-Dollar pro Jahr veranschlagt, jedoch erhoffte man sich zugleich einen verbesserten Absatz der Transponder und damit eine Entlastung der von Personal besetzten Mautstellen. Nachdem sich am Ostermontag desselben Jahres lange Schlangen an den Mautstellen gebildet hatten, wurde die für den 15. Juni geplante Entlassung von 50 dort arbeitenden Mitarbeitern zunächst gestoppt.
Um staatliche Mittel einzusparen, gab die Straßenverkehrsbehörde von Massachusetts (MRMV) bekannt, elf ihrer geleasten Zweigstellen zu schließen und ihre Aktivitäten in Gebäude zu verlagern, die sich im Eigentum des MassHighway und der Massachusetts Turnpike Authority befinden. Dazu zählen insbesondere Mautstellen, Besucherzentren und Bürogebäude. Eine ebenfalls geplante Erhöhung der Mautgebühren konnte durch die Zuweisung eines Teils der zuvor im Bundesstaat erhöhten Umsatzsteuer abgewendet werden.
Am 26. Juni 2009 wurde durch die Staatsregierung unter dem damaligen Gouverneur Deval Patrick ein Gesetz verabschiedet, das die Turnpike Authority mit einer neuen Super-Behörde vereinte, die für den gesamten oberirdischen Verkehr in Massachusetts zuständig ist. Das auf diese Weise gegründete Massachusetts Department of Transportation (MassDOT) unterhält seitdem alle Highways, die zuvor unter der Kontrolle von MassHighway und der Turnpike Authority gestanden hatten. Ebenso ist es für acht weitere städtische Straßen zuständig, die sich zuvor im Eigentum des Department of Conservation and Recreation (DCR) befanden und von ihm unterhalten wurden. Darüber hinaus unterstehen die MRMV, MBTA, alle regionalen Verkehrsbehörden sowie die State Aeronautics Commission dem MassDOT. Die neue Behörde nahm am 1. November 2009 ihren Betrieb auf.
Im Eigentum der Turnpike Authority befanden sich außerdem die Tunnel Callahan und Sumner in East Boston unterhalb des Boston Harbor. Mit dem Abschluss des Big-Dig-Projekts wurden alle im Zuge des Projekts errichteten Tunnel, darunter auch der Thomas P. O’Neill Jr. Tunnel als Teil der I-93, unter die Kontrolle des MassDOT gestellt.

### Mautgebühren

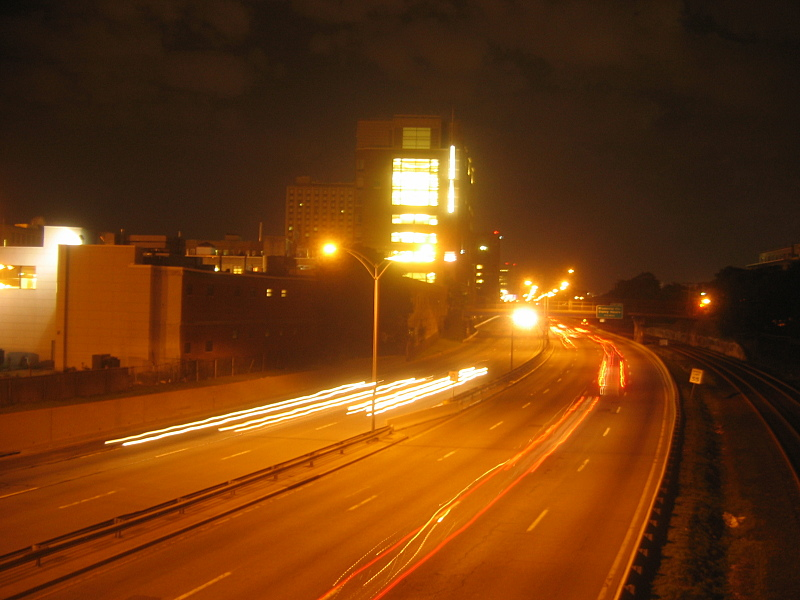
Der Turnpike in der Nähe der Boston University, fotografiert in östlicher Richtung zum Bostoner Stadtzentrum

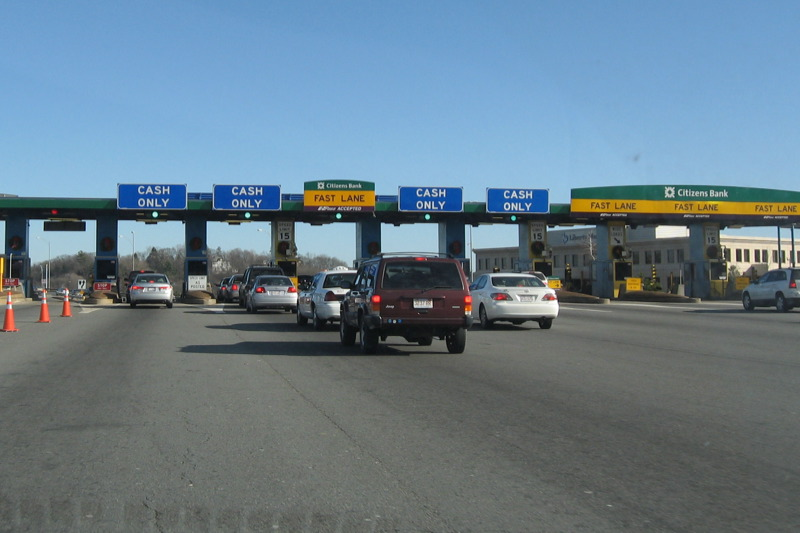
Die ehemalige Mautstelle in Weston markierte den Übergangspunkt zwischen der gebührenfreien Straße östlich und der gebührenpflichtigen Strecke westlich dieser Stelle.

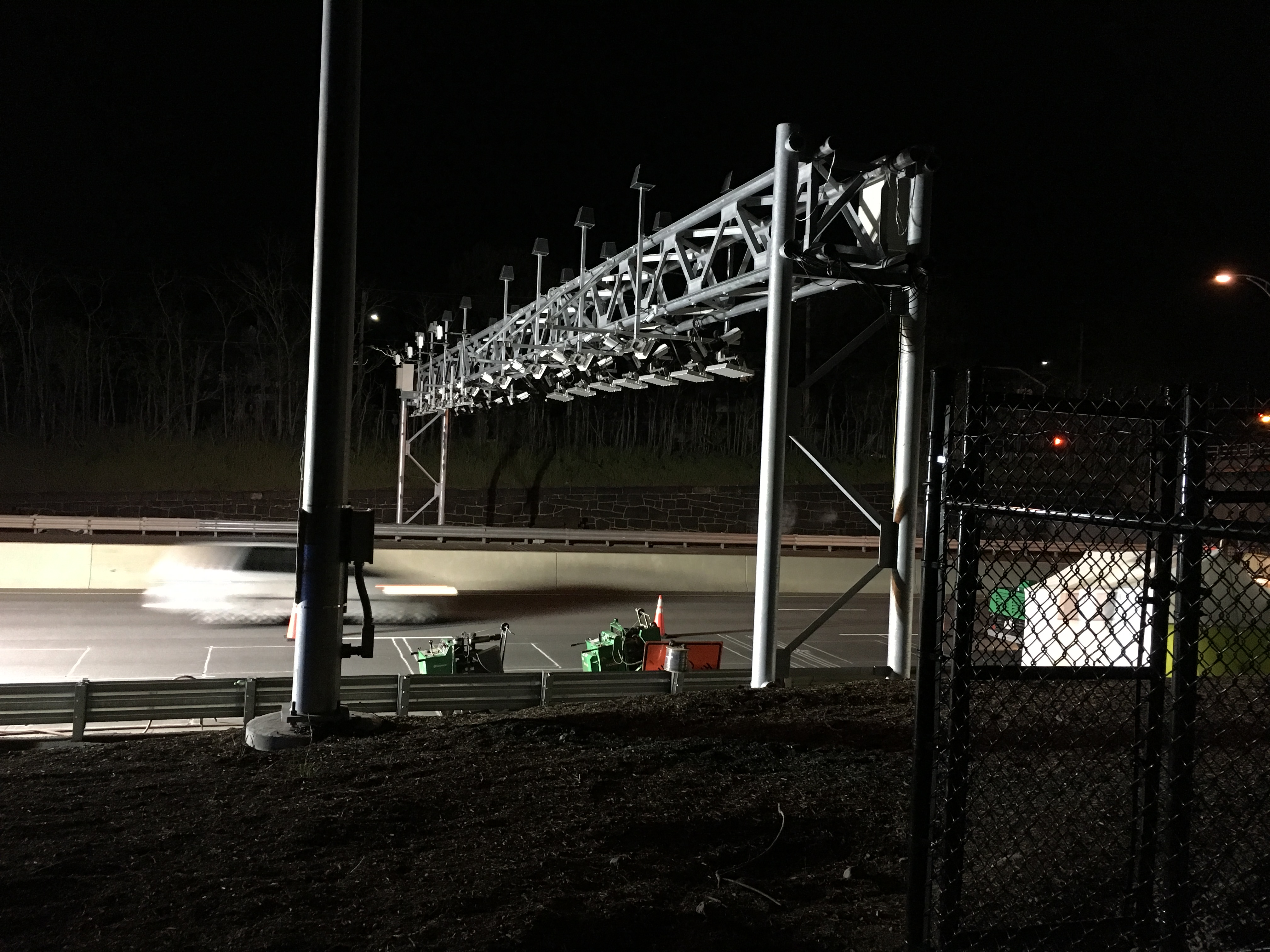
Mautbrücke in Newton, 2016

Der Massachusetts Turnpike ist eine Mautstraße, für deren Benutzung eine Gebühr verlangt wird, die je nach Fahrzeugkategorie (insgesamt sind neun Klassen definiert) unterschiedlich hoch ausfällt. So betrug im Jahr 2012 die Gebühr für ein Fahrzeug der Klasse 1 (2-achsiger Pkw mit Einfachbereifung vorn und hinten), das von der Ausfahrt 1 (Massachusetts Route 41 in West Stockbridge) 135 Meilen in Richtung Osten bis zum Endpunkt am Logan International Airport fährt, 5,10 US-Dollar. Dieselbe Strecke in westlicher Richtung wurde hingegen mit 8,60 Dollar berechnet, was in einer zusätzlichen Gebühr von 3,50 Dollar begründet ist, die ausschließlich in westlicher Fahrtrichtung durch den Ted-Williams-Tunnel zu entrichten ist. Die Fahrt zwischen den Ausfahrten 1 und 6 ist für Fahrzeuge dieser Klasse hingegen kostenfrei.
Auf der Strecke zwischen den Ausfahrten 1 in West Stockbridge und 14/15 in Weston (Anschluss an die Massachusetts Route 128 / I-95) basiert die Maut auf zu erwerbenden Tickets. Diese können bei der Auffahrt auf die Straße erworben und an den Mautschranken an der gewünschten Ausfahrt wieder abgegeben werden, was es zu einem geschlossenen System macht. Östlich der Mautschranke zwischen den Ausfahrten 14 und 15 bis zum Ende der Strecke in East Boston ist der Turnpike eine offene Mautstrecke mit Mautstellen an den Ausfahrten 18, 19 und 20 in Allston. Eine weitere Mautstation gibt es in westlicher Fahrtrichtung am Ted-Williams-Tunnel in East Boston. Die Ausfahrten 16 und 17 in Newton sowie 21 bis 26 verfügen über keine Mautstelle.
Anwohner im westlichen Massachusetts protestierten gegen Ende des 20. Jahrhunderts dagegen, dass die von ihnen erhobenen Mautgebühren zur Finanzierung des Big Dig verwendet wurden, von dem ausschließlich die im Osten des Bundesstaats gelegene Metropolregion Greater Boston profitiert. Im Juli 1996 wurde daher die Mautpflicht für Pkw zwischen den Ausfahrten 1 und 6 in beiden Richtungen aufgehoben.
Die Begleichung der Mautgebühr erfolgte bis Oktober 2016 über eine Barzahlung an den Mautstellen oder mittels elektronischer Bezahlung durch einen im Fahrzeug hinter der Windschutzscheibe angebrachten Transponder, was zur Nutzung der Schnellspur (Fast Lane) berechtigte. Das elektronische System war kompatibel zum E-ZPass, der im Nordosten der Vereinigten Staaten verbreitet als automatisches Mautsystem verwendet wird. Das MassDOT begann im Oktober 2011 damit, die Bezeichnung Fast Lane durch E-ZPass zu ersetzen. Dies geschah im Zuge der durch einen ablaufenden Sponsoringvertrag notwendig gewordenen Erneuerung der Beschilderung. Seit September 2012 stand zudem eine Prepaid-Alternative namens „E-ZPass On-the-Go“ zur Verfügung.
Im Jahr 2014 gewann das Unternehmen Raytheon einen Auftrag über 130 Millionen US-Dollar zur Umrüstung des Turnpike auf Mautbrücken, mit denen die E-ZPass-Transponder automatisch ausgelesen werden. Das System ging am 28. Oktober 2016 vom Probe- in den Dauerbetrieb über, bis Ende 2017 sollen alle bisherigen Mautschranken abgerissen worden sein. Da zwischen den Ausfahrten 4 und 7 bzw. 10 und 11 keine Mautbrücke steht, ist der Turnpike zwischen diesen Punkten gebührenfrei befahrbar. Im Zuge der Umstellung wurden auch die Preise angepasst.

### Luftrechte

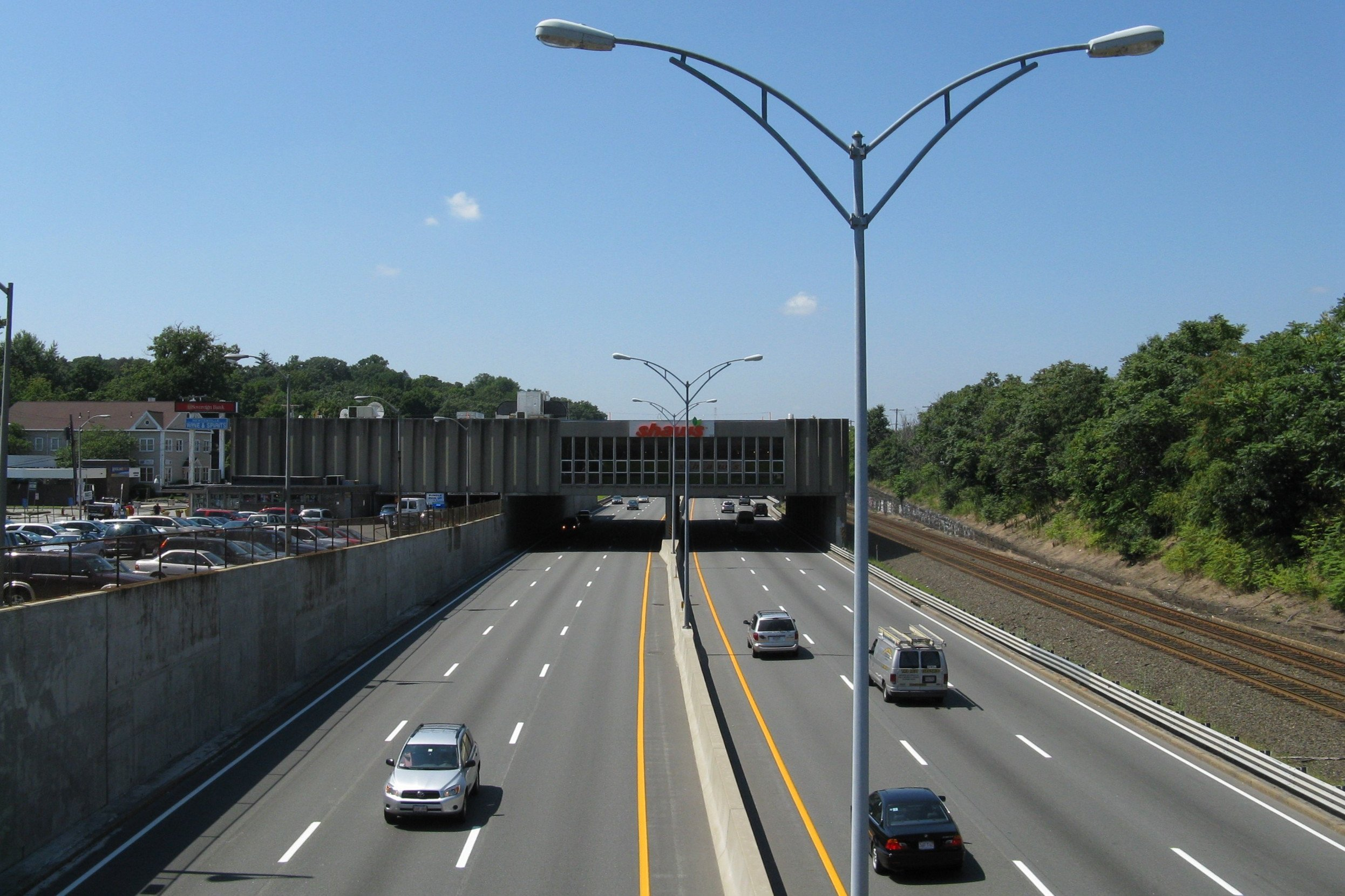
In Newton wurde ein Supermarkt direkt über dem Massachusetts Turnpike errichtet.

Das MassDOT verfügt heute über die sich vor dem Zusammenschluss im Eigentum der Turnpike Authority befindlichen Luftrechte über dem Massachusetts Turnpike östlich von Ausfahrt 15. Diese erlauben es der Behörde, den Luftraum über der Fahrbahn baulich zu nutzen. Folgende Baumaßnahmen wurden bereits realisiert oder befinden sich noch in Planung:
- Die Boston University gab Pläne bekannt, ihren Campus in der Nähe der Boston University Bridge langfristig über den Highway hinaus ausdehnen zu wollen.[24]
- Das Crowne Plaza und der Gateway-Bürokomplex in Newton Corner an der Ausfahrt 17
- Das Einkaufszentrum Copley Place an der Ausfahrt 22
- Neubauten in der Nachbarschaft des Fenway Park
- Das Projekt One Beacon zwischen der Beacon Street und Brookline Avenue[25]
- Der Shaw’s and Star Market in Newton zwischen den Ausfahrten 16 und 17

Die einzige Ausnahme bildet das Einkaufszentrum am Fuß des Bostoner Prudential Tower, dessen Bau bereits 1965 begann und dessen Luftrechte das MassDOT nicht besitzt. Dazu gehören ein Supermarkt, der Turm selbst, das Hynes Convention Center und die Station Back Bay der MBTA.
Im Jahr 2000 einigten sich die Stadt Boston und die Massachusetts Turnpike Authority auf ein gemeinsames Verfahren zur Vergabe von weiteren Luftrechten über dem Highway von der Kreuzung zur I-93 bis zur Commonwealth Avenue. Die einzige Ausnahme bildet hier eine Parzelle neben den historischen Fenway Studios.

## Auseinandersetzungen

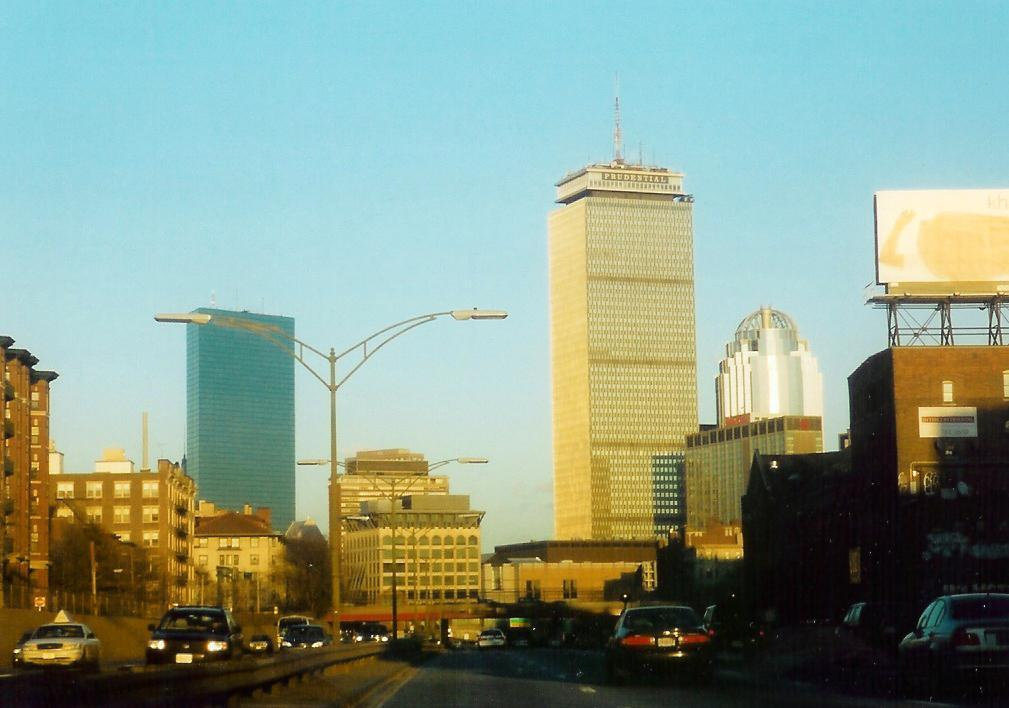
Der Massachusetts Turnpike nähert sich an dieser Stelle dem Prudential Tower

### Entlassungen bei der MTA
Seit 2001 sah sich die Massachusetts Turnpike Authority ständigen Angriffen von Staatspolitikern ausgesetzt, die um die Kontrolle der quasi-staatlichen Behörde rangen. So versuchte die damalige amtierende republikanische Gouverneurin Jane Swift, die MTA-Vorstandsmitglieder Christy Mihos und Jordan Levy zu entlassen.
Beide hatten dafür gestimmt, eine Anhebung der Mautgebühren in die Zukunft zu verlegen. Swift jedoch sträubte sich dagegen, da sie eine derartige Verzögerung für „finanziell unverantwortlich“ hielt. Sie beschuldigte Mihos und Levy, durch ihr Abstimmungsverhalten das Tagesgeschäft der Behörde zu behindern. Beide lehnten ihren Rücktritt ab und reichten Klage gegen ihre Entlassung ein. Der Massachusetts Supreme Judicial Court entschied, dass der Turnpike „nicht Teil der Regierungsmaschinerie“ sei und damit nicht im Bereich der Entscheidungsgewalt der Gouverneurin liege.

### Geplanter Zusammenschluss von MTA und MassHighway
Der im Jahr 2002 gewählte republikanische Gouverneur Mitt Romney strebte danach, die im Parteiprogramm festgelegten Ziele einer verschlankten Verwaltung und der Beseitigung von nicht mehr benötigten Strukturen umzusetzen. Dazu gehörte auch die Abschaffung der Massachusetts Turnpike Authority (MTA). Romney hatte ursprünglich vor, die MTA mit der Behörde für die State Highways MassHighway zu verschmelzen, die unter der Leitung des Massachusetts Executive Office of Transportation stand. Der erste Schritt in diese Richtung bestand darin, den Vorsitzenden der MTA Matthew J. Amorello durch jemanden zu ersetzen, der Romney loyal gegenüber war. Problematisch dabei war, dass der Gouverneur zwar das Recht hat, Mitglieder des MTA-Vorstands zu ernennen, nach einem Urteil des Massachusetts Supreme Judicial Court jedoch Mitglieder aus dem Vorstand nicht wieder entfernen darf.
Gouverneur Romney trug daher die Sache an die Öffentlichkeit und setzte Amorello damit einem erheblichen Druck aus. Dieser gab daraufhin bekannt, im Jahr 2007 zurücktreten zu wollen, sobald Romney nicht mehr im Amt sei. Romney übte weiterhin Druck auf die Legislative aus, ihm das Recht zu geben, Mitglieder des Vorstands – und hier insbesondere den Vorsitzenden – abzusetzen, indem er auf dessen Verfehlungen in der Vergangenheit hinwies. Doch diese ließ sich nicht beeindrucken und verlängerte im Gegenteil die Amtszeit verschiedener Vorstandsmitglieder.

### Deckeneinsturz in einem Verbindungstunnel zur I-90
Im Juli 2006 kam eine 38-jährige Frau bei einem teilweisen Einsturz der Decke in einem der Verbindungstunnel zum Ted-Williams-Tunnel ums Leben. Als der MTA-Vorsitzende Amorello sich daraufhin weigerte, von seinem Amt zurückzutreten, leitete der damalige Gouverneur Romney rechtliche Schritte gegen ihn ein, um ihn von seinem Posten zu entfernen. Dies führte schließlich zu Amorellos Rücktritt am 15. August 2006. Am darauf folgenden Tag wurde sein Nachfolger John Cogliano von Gouverneur Romney in das Amt eingeschworen.
Am 27. November 2006 gab der scheidende demokratische Attorney General Thomas Reilly bekannt, dass der Staat ein Zivilverfahren in Bezug auf den Deckeneinsturz einleiten werde. Insbesondere sollten die als Projektmanager arbeitenden Unternehmen Bechtel Corporation und Parsons Brinckerhoff, das ausführende Bauunternehmen Modern Continental und der Hersteller des für die Verankerung der Deckenbolzen verwendeten Epoxidharzes zu Strafzahlungen verpflichtet werden.
Ende 2008 wurde bekannt, dass man sich auf eine Zahlung in Höhe von 26 Millionen US-Dollar verständigt habe. Mit den letzten beiden Unternehmen wurde man sich jedoch erst Anfang 2009 einig.

### Befreiung von der Mautpflicht
Am 18. Oktober 2006 sprach sich der Vorstand der MTA auf Empfehlung von Eric Kriss dafür aus, die Mautpflicht für alle Bereiche westlich der Massachusetts Route 128 abzuschaffen. Kriss war zu diesem Zeitpunkt bereits ehemaliger Berater des Gouverneurs in Finanzfragen und von diesem 2006 damit beauftragt worden, die Situation des Turnpike im Licht des Deckeneinsturzes im Tunnel neu zu bewerten.
Bereits zwei Tage später ließen Mitglieder des Massachusetts Legislature Transportation Committee öffentlich mitteilen, dass aus ihrer Sicht die Gesetze des Bundesstaats geändert werden müssten, wenn die Mautpflicht tatsächlich abgeschafft würde – mit anderen Worten bezeichneten sie das Vorhaben als illegal. Sie warfen außerdem die Frage auf, wie der Staat zukünftig ohne die Mauteinnahmen den Unterhalt des Turnpike finanzieren solle.
Es gab daraufhin noch weitere politische Auseinandersetzungen, die schließlich darin mündeten, dass an der Mautpflicht nichts geändert wurde.

## Liste der Ausfahrten
Der Massachusetts Turnpike verfügt über sequentiell nummerierte Ausfahrten an Autobahnkreuzen. Seit ihrer Einrichtung wurden weitere hinzugefügt, so dass es heute auch Ausfahrten gibt, die auf eine niederrangige State Route (Ausfahrt 11) bzw. zu einem 10 mi (16,1 km) entfernten Interstate Highway (Ausfahrt 11A) führen. Die folgende Aufstellung gibt eine Übersicht über alle Ausfahrten des Turnpike.
| County | Ort | Entfernung | Nr. | Anschlussverbindungen | Bemerkungen |
| Staatsgrenze zu New York Die I-90 führt westwärts als Berkshire Connector und Teil des New York State Thruway weiter über die I-87 nach New York City. | Staatsgrenze zu New York Die I-90 führt westwärts als Berkshire Connector und Teil des New York State Thruway weiter über die I-87 nach New York City. | Staatsgrenze zu New York Die I-90 führt westwärts als Berkshire Connector und Teil des New York State Thruway weiter über die I-87 nach New York City.                                                                                   | Staatsgrenze zu New York Die I-90 führt westwärts als Berkshire Connector und Teil des New York State Thruway weiter über die I-87 nach New York City. | Staatsgrenze zu New York Die I-90 führt westwärts als Berkshire Connector und Teil des New York State Thruway weiter über die I-87 nach New York City. | Staatsgrenze zu New York Die I-90 führt westwärts als Berkshire Connector und Teil des New York State Thruway weiter über die I-87 nach New York City. |
| --- | --- | --- | --- | --- | --- |
| Berkshire County | West Stockbridge | 2,7 mi (4,3 km) | 1 | und – West Stockbridge | Ausfahrt nur in westlicher und Zufahrt nur in östlicher Fahrtrichtung                                                                                  |
| Berkshire County | West Stockbridge | Die Mautstelle in West Stockbridge bildet das westliche Ende des Mautsystems, alle Fahrzeuge müssen anhalten. Fahrzeuge in Richtung Osten erhalten ein Ticket, Fahrzeuge in Richtung Westen geben ihr Ticket ab und bezahlen die Gebühr. | | | |
| Berkshire County | Lee | Servicestelle | Servicestelle | Servicestelle | Servicestelle |
| Berkshire County | Lee | 10,3 mi (16,6 km) | 2 | – Lee, Pittsfield, Lenox | |
| Hampden County | Blandford | Servicestelle | Servicestelle | Servicestelle | Servicestelle |
| Hampden County | Westfield | 40,6 mi (65,3 km) | 3 | und – Westfield, Northampton | |
| Hampden County | West Springfield | 45,3 mi (72,9 km) | 4 | und – Springfield, Holyoke, West Springfield | |
| Hampden County | Brücke über den Connecticut River | | | | |
| Hampden County | Chicopee | 49,0 mi (78,9 km) | 5 | – Chicopee, Westover Joint Air Reserve Base / Metropolitan Airport                                                                                     | |
| Hampden County | Chicopee | 50,9 mi (81,9 km) | 6 | West – Springfield, Hartford | |
| Hampden County | Ludlow | 54,3 mi (87,4 km) | 7 | – Ludlow, Belchertown, Ware | |
| Hampden County | Ludlow | Servicestelle | | | |
| Hampden County | Palmer | 63,3 mi (101,9 km) | 8 | und – Palmer, Ware, Amherst | |
| Worcester | Sturbridge | 78,3 mi (126 km) | 9 | West und – Hartford, Sturbridge, New York City | Ehemalige Interstate 86 West |
| Worcester | Charlton | Servicestelle | Servicestelle | Servicestelle | Servicestelle |
| Worcester | Charlton | Wiegestation – alle Lkw in östlicher Fahrtrichtung müssen zur Waage, wenn diese geöffnet ist | | | |
| Worcester | Auburn | 90,5 mi (145,6 km) | 10 | Ost, Süd und – Auburn, Worcester, Oxford und Webster                                                                                                   | |
| Worcester | Millbury | 94,0 mi (151,3 km) | 10A | , und – Worcester, Millbury, Auburn und Westborough. Außerdem Providence in Rhode Island.                                                              | |
| Worcester | Millbury | 96,3 mi (155 km) | 11 | – Millbury, Worcester, Grafton, Northbridge und Paxton                                                                                                 | |
| Worcester | Westborough | Servicestelle (nur in westlicher Fahrtrichtung) | Servicestelle (nur in westlicher Fahrtrichtung) | Servicestelle (nur in westlicher Fahrtrichtung) | Servicestelle (nur in westlicher Fahrtrichtung) |
| Worcester | Westborough, Hopkinton | 106,5 mi (171,4 km) | 11A | I-495 – New Hampshire, Maine, Cape Cod, Milford und Marlborough                                                                                        | |
| Middlesex | Framingham | 111,4 mi (179,3 km) | 12 | – Framingham, Marlborough und Southborough | |
| Middlesex | Framingham | Servicestelle (nur in westlicher Fahrtrichtung) | | | |
| Middlesex | Framingham | 117,1 mi (188,5 km) | 13 | – Natick, Framingham und Wellesley | |
| Middlesex | Natick | Servicestelle / Fast Lane-Servicezentrum (nur in östlicher Fahrtrichtung) | Servicestelle / Fast Lane-Servicezentrum (nur in östlicher Fahrtrichtung)                                                                              | Servicestelle / Fast Lane-Servicezentrum (nur in östlicher Fahrtrichtung)                                                                              | Servicestelle / Fast Lane-Servicezentrum (nur in östlicher Fahrtrichtung)                                                                              |
| Middlesex | Weston | 123,1 mi (198,1 km) | 14 | und – New Hampshire, Maine und South Shore | Ausfahrt nur in östlicher und Zufahrt nur in westlicher Fahrtrichtung                                                                                  |
| Middlesex | Weston | Mautstelle (östliches Ende der Ticket-Strecke, alle Fahrzeuge müssen anhalten). Fahrzeuge in Richtung Westen erhalten ein Ticket, Fahrzeuge in Richtung Osten geben ihr Ticket ab und bezahlen die Gebühr.                               | | | |
| Middlesex | Weston | 123,4 mi (198,6 km) | 15 | und – Westwood und Waltham | Ausfahrt nur in westlicher und Zufahrt nur in östlicher Fahrtrichtung                                                                                  |
| Middlesex | Newton | 125,2 mi (201,5 km) | 16 | – Newton und Wellesley | Ausfahrt nur in westlicher und Zufahrt nur in östlicher Fahrtrichtung                                                                                  |
| Middlesex | Newton | 127,5 mi (205,2 km) | 17 | Washington Street, Galen Street und Centre Street – Newton und Watertown                                                                               | |
| Suffolk | | | | | |
| Allston, Brighton | 130,6 mi (210,2 km) | 18 | Cambridge Street, Storrow Drive – Allston, Brighton und Cambridge                                                                                      | Ausfahrt nur in östlicher und Zufahrt nur in westlicher Fahrtrichtung                                                                                  | |
| Allston, Brighton | 130,6 mi (210,2 km) | 19 | Mautschranke in Allston, alle Fahrzeuge müssen anhalten, um eine pauschale Maut („Flatrate“) zu zahlen.                                                | Mautschranke in Allston, alle Fahrzeuge müssen anhalten, um eine pauschale Maut („Flatrate“) zu zahlen.                                                | |
| Allston, Brighton | 130,6 mi (210,2 km) | 20 | Cambridge Street, Storrow Drive – Allston, Brighton und Cambridge                                                                                      | Ausfahrt nur in westlicher und Zufahrt nur in östlicher Fahrtrichtung                                                                                  | |
| Back Bay | 132,8 mi (213,7 km) | 21 | Massachusetts Avenue | Nur Auffahrt in westlicher Fahrtrichtung, keine Abfahrt möglich                                                                                        | |
| Prudential Tunnel unter dem Prudential Tower | | | | | |
| Copley Square | 133,3 mi (214,5 km) | 22 | Dartmouth Street, Prudential Center, Copley Square | Ausfahrt nur in östlicher und Zufahrt nur in westlicher Fahrtrichtung                                                                                  | |
| Copley Square | | 22A | Clarendon Street | Nur Zufahrt in westlicher Fahrtrichtung, keine Ausfahrt möglich                                                                                        | |
| Theater District | 133,8 mi (215,3 km) | 23 | Arlington Street | Nur Auffahrt in westlicher Fahrtrichtung, keine Ausfahrt möglich                                                                                       | |
| Boston South Station | 134,3 mi (216,1 km) | 24 A-B-C | , und – Boston South Station, Concord und Quincy | Keine Zufahrt in östlicher Fahrtrichtung von der I-93 South, US 1 South und Route 3 South                                                              | |
| Summer Street (South Boston) | 135,0 mi (217,3 km) | 25 | Summer Street (South Boston) | | |
| Ted-Williams-Tunnel unterhalb des Boston Harbor, max. Durchfahrtshöhe 13,6 ft (4,1 m), Gefahrgut verboten                                              | | | | | |
| Mautschranke in East Boston (nur westliche Fahrtrichtung, alle Fahrzeuge müssen anhalten.)                                                             | | | | | |
| | 137,2 mi (220,8 km) | 26 | Logan International Airport | | |
| East Boston | 137,8 mi (221,8 km) | | North | Ausfahrt nur in östlicher und Zufahrt nur in westlicher Fahrtrichtung. Kein Zugang von der I-90 East auf die Route 1A South.                           | |
| Östliches Ende des Massachusetts Turnpike und der , 3.099 mi (4.987,4 km) vom anderen Ende in Seattle, Washington entfernt.                            | | | | | |